# Miusera
Miusera (abchaziska: Мысра, Mysra, georgiska: მიუსერა, Miusera) är en daba (stadsliknande ort) i Gudautadistriktet i regionen Abchazien i nordvästra Georgien. Både Josef Stalin och Michail Gorbatjov hade sina sommarresidens i Miusera.